# Scarlet Pages
Scarlet Pages è un film del 1930 diretto da Ray Enright. La sceneggiatura si basa su Scarlet Pages, un lavoro teatrale di Samuel Shipman e John B. Hymer andato in scena a Broadway il 9 settembre 1929. L'attrice Elsie Ferguson, protagonista dello spettacolo teatrale, ricoprì il ruolo di Mary Bancroft anche nel film.

## Trama
Mary Bancroft, un'importante avvocato di New York, si rifiuta di sposare il procuratore distrettuale senza rivelare le ragioni del suo rifiuto. John Remington, il procuratore, scoprirà che Mary ha una figlia, Nora Mason, una ballerina accusata dell'omicidio del padre.

## Produzione
Il film, prodotto dalla First National Pictures, venne girato a Burbank, nei Warner Brothers Burbank Studios al 4000 del Warner Boulevard.

## Distribuzione
Il copyright del film, richiesto dalla First National Pictures, Inc., fu registrato il 22 settembre 1930 con il numero LP1582.
Distribuito dalla First National Pictures, il film uscì nelle sale cinematografiche USA il 28 settembre 1930.